# Campodea kellogi
Campodea kellogi är en urinsektsart som beskrevs av Filippo Silvestri 1912. Campodea kellogi ingår i släktet Campodea och familjen Campodeidae. Inga underarter finns listade.